# 棕胸岩鹨

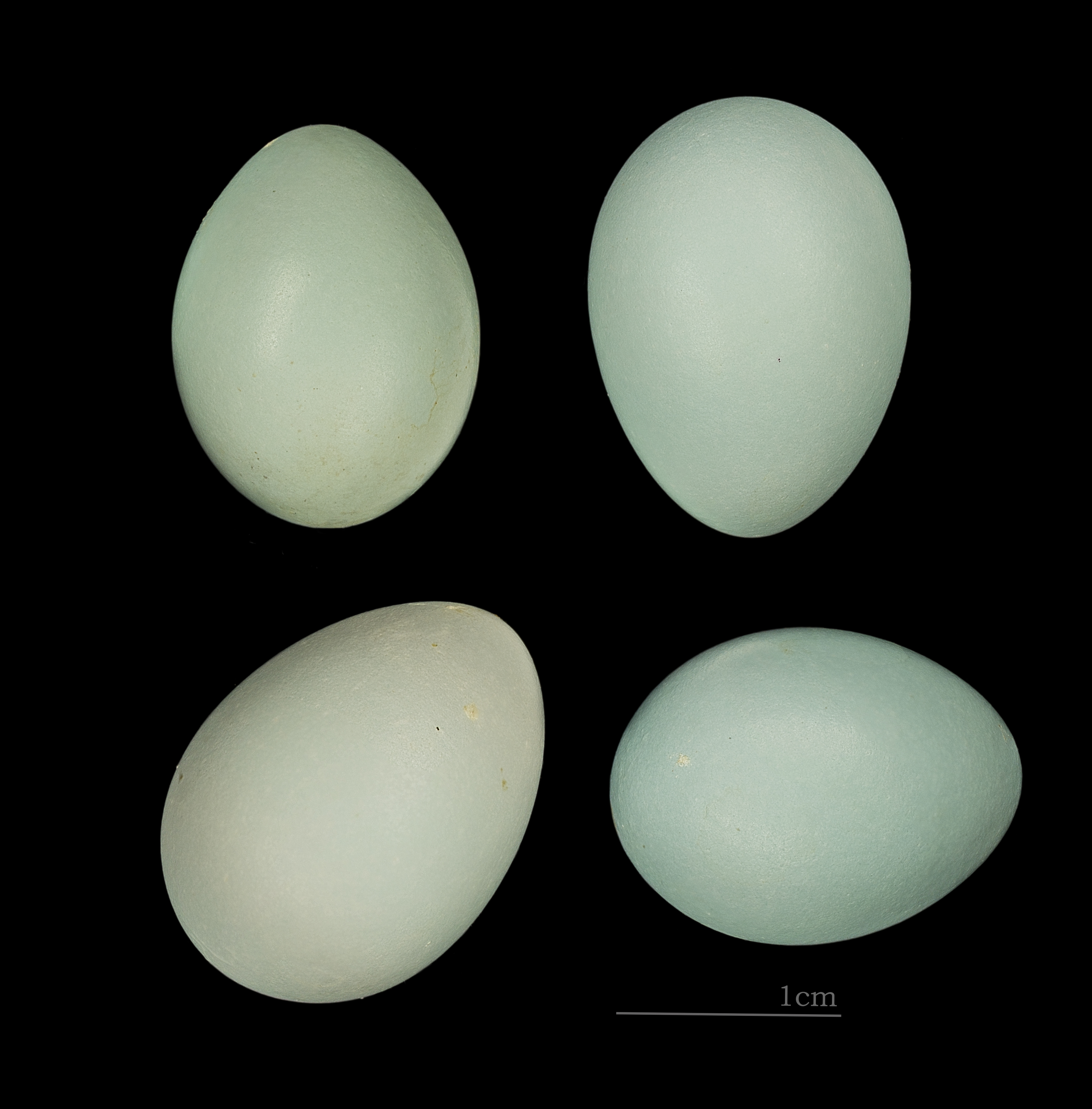
Prunella strophiata

棕胸岩鹨（学名：Prunella strophiata）为岩鹨科岩鹨属的鸟类。分布于阿富汗、巴基斯坦、克什米尔、尼泊尔、锡金、不丹、印度、缅甸以及中国的陕西、甘肃、青海、四川、云南、西藏等地，一般生活于山坡草地、林缘灌丛、林缘耕地、高山草原、沟谷草地等处。该物种的模式产地在尼泊尔。

## 亚种
- 棕胸岩鹨指名亚种（学名：Prunella strophiata strophiata）。分布于尼泊尔、不丹、印度、缅甸以及中国的陕西、甘肃、青海、四川、云南、西藏等地。该物种的模式产地在尼泊尔。[2]